# Siamese Outlaws
Pour plus de détails, voir Fiche technique et Distribution.
Siamese Outlaws (2508 ปิดกรมจับตาย, 2508 pit krom jap taai) est un film thaïlandais réalisé par Wenai Prathombul, sorti en 2004. Cette histoire s'inspire d'un célèbre fait divers qui a eu lieu le 5 décembre 1965 (en 2508 du calendrier thaïlandais), une attaque à main armée audacieuse et particulièrement sanglante près d'Ayutthaya.

## Synopsis
En 1965, dans la province d'Ayutthaya, le bandit Tiger Khao (Tigre blanc) recrute 17 mercenaires et fait appel au gang de Tiger Lamai pour réaliser un braquage dans la ville de Tha Ruea. Tout se déroule selon les plans minutieusement préparés. Mais le butin disparaît. S'engagent alors une guerre entre les deux clans de malfrats et la traque de la police...

## Fiche technique
- Titre : Siamese Outlaws
- Titre original : 2508 ปิดกรมจับตาย  (2508 pit krom jap taai)
- Réalisation : Wenai Prathombul
- Pays :  Thaïlande
- Genre : Action et thriller
- Durée : 80 minutes
- Date de sortie : 2004

## Distribution
- Dom Hetrakul : Tiger Khao (Tigre blanc)
- Sasithon Thongsu : Pailin
- Akaphan Bunluerit : Tiger Lamai
- Sombat Metanee : Sak
- Wicham Meesom : Phai
- Darm Dusakorn : Wan
- Supode Kaengean : Prakit
- Krung Srivilai : Prao
- Suteerush Channukool : inspecteur Pichit